# دافيد ستوشدال
دافيد ستوشدال (David Stockdale) (20 سبتمبر 1985 في ليدز في المملكة المتحدة – )؛ هو لاعب كرة قدم إنجليزي كان يلعب كحارس مرمى.

## وصلات خارجية
- دافيد ستوشدال على موقع الاتحاد الأوربي (الإنجليزية)
- دافيد ستوشدال على موقع قاعدة بيانات كرة القدم.إي يو (الإنجليزية)
- دافيد ستوشدال على موقع Soccerbase.com (لاعب) (الإنجليزية)
- دافيد ستوشدال على موقع Soccerway.com (الإنجليزية)
- دافيد ستوشدال على موقع عالم كرة القدم.نت (الإنجليزية)
- دافيد ستوشدال على موقع AS.com (الإسبانية)